# Ruth Simon
Ruth Simon sinh khoảng năm 1962 là một nhà báo người Eritrea đã đoạt Giải Tự do Báo chí Quốc tế năm 1998.

## Sự nghiệp
Simon cộng tác với Mặt trận Giải phóng Nhân dân Eritrea trong thời kỳ Chiến tranh giành độc lập Eritrea, phụ trách việc in ấn bí mật những tài liệu của Phong trào. Bà cũng làm trưởng biên tập viên tạp chí Bana của "Hiệp hội Tái hội nhập Nữ chiến binh du kích Eritrea".

## Bị giam tù
Sau chiến tranh, bà bị chính phủ Eritrea bắt ngày 25.4.1997 khi đang làm thông tín viên cho hãn thông tấnAFP. Ủy ban bảo vệ các nhà báo nói rằng bà bị bắt vì tường thuật một tuyên bố được cho là của tổng thống Isaias Afewerki là các binh sĩ Eritrean chiến đấu chung với các nhóm nổi dậy người Sudan. Ngày hôm sau bài tường thuật của bà, Mặt trận Nhân dân vì Dân chủ và Công lý thuộc đảng của Afewerki, đã đưa ra một tuyên bố gọi đó là một "sự xuyên tạc trắng trợn" và nói rằng các lực lượng Eritrea không tham gia vào cuộc Nội chiến Sudan lần thứ hai.
Simon là nhà báo đầu tiên bị bắt giữ ở Eritrea từ khi nước này độc lập 4 năm trước đây. Simon bị giam tù mà không đưa ra tòa án xét xử cho tới tháng 5 năm 1998, khi Afewerki tuyên bố là phóng viên này sẽ bị truy tố ra tòa và rằng Eritrea sẽ kiện hãng thông tấn AFP về tội loan truyền tin sai lầm thông qua "người được gọi là đại diện". Tổ chức Phóng viên không biên giới có trụ sở ở Paris cũng như "Nhóm Công tác Liên Hợp Quốc về việc giam giữ tùy tiện" (United Nations Working Group on Arbitrary Detention) và "Ủy ban bảo vệ các nhà báo" đã kháng án nhân danh bà. Ngày 29.12.1998, Simon đã được thả ra mà không hề bị truy tố trước tòa án.

## Đời tư
Ruth Simon đã kết hôn và ly dị. Bà có ba người con.

## Giải thưởng
Tháng 11 năm 1988, Simon được Ủy ban bảo vệ các nhà báo trao Giải Tự do Báo chí Quốc tế vắng mặt.. Bà là nhà báo Eritrea đầu tiên đoạt được giải này.